# Kevin Peter Hall
Kevin Peter Hall (Pittsburgh, 9 maggio 1955 – Los Angeles, 10 aprile 1991) è stato un attore statunitense.

## Biografia
È famoso per aver interpretato il Dr. Elvin Lincoln nella serie Misfits (1985), il "mostro" in Profezia (1979), Bigfoot e i suoi amici (1987), Non aprite quell'armadio (1987), Predator (1987), e Predator 2 (1990). Durante lo sviluppo di Predator, l'alieno venne interpretato anche da Jean-Claude Van Damme. Alla fine la produzione optò per Hall e la sua maggiore fisicità. Kevin Peter Hall può essere visto alla fine del film nel ruolo del pilota di elicottero.
Partecipò inoltre a Giudice di notte e a Star Trek: The Next Generation. Spesso rappresentava mostri a causa della sua enorme statura, circa 220 cm. Nel 1989 sposò l'attrice Alaina Reed, protagonista della serie tv 227, dopo esser anche apparso nel programma. Dalla Reed ebbe due figli.
Alla fine del 1990 fu coinvolto in un incidente stradale a Los Angeles ed ebbe bisogno di una trasfusione di sangue che si scoprì essere contaminata dal virus dell'HIV. Contrasse l'AIDS e morì poco dopo.
Prima di morire, interpretò il bigfoot Harry in 16 episodi della serie televisiva Harry e gli Henderson.

## Filmografia

### Cinema
- Profezia (Prophecy) (1979)
- Horror - Caccia ai terrestri (Without Warning) (1980)
- One Dark Night (1982)
- The Wild Life (1984)
- Non aprite quell'armadio (Monster in the Closet) (1986)
- Bigfoot e i suoi amici (Harry and the Hendersons) (1987)
- Predator (1987)
- Big Top Pee-wee - La mia vita picchiatella (Big Top Pee-wee) (1988)
- Predator 2 (1990)
- Autostrada per l'inferno (Highway to Hell) (1991)

### Televisione
- Labirinti e mostri (Mazes and Monsters) – film TV (1982)
- P/S - Pronto soccorso (E/R) – serie TV, un episodio (1984)
- Misfits of Science – serie TV, 16 episodi (1985-1988)
- Giudice di notte (Night Court) – serie TV, un episodio (1985)
- Hazzard (The Dukes of Hazzard) – serie TV, un episodio (1985)
- 227 – serie TV, 8 episodi (1989-1990)
- Rodney Dangerfield: Opening Night at Rodney's Place – film TV (1989)
- Shannon's Deal – film TV (1989)
- Star Trek: The Next Generation – serie TV, episodio 3x08 (1989)
- Harry e gli Henderson (Harry and the Hendersons) – serie TV, 16 episodi (1990-1991)
- America's Book of Secrets – serie TV, un episodio (2013)